# Мороз Марія Миколаївна
Марі́я Морозе́нко (Мороз Марія Миколаївна, 15 березня 1969, с. Малин, Млинівський район, Рівненська область — 9 жовтня 2023) — українська дитяча поетеса, членкиня Національної спілки письменників України (з 2006), літературна редакторка, філологиня, лауреатка багатьох літературних премій.
З 26 лютого 2019 голова Київської організації Національної спілки письменників України.

## Біографічні відомості
Марія Мороз народилася 15 березня 1969 року в селі Малин Млинівського району Рівненської області у багатодітній сім'ї. Вона була дев'ятою дитиною із дванадцяти дітей. Коли Марії виповнилося дев'ять років, трагічно загинув батько. Дванадцять дітей піднімала на ноги самотужки мама, Неоніла Андріївна, «Мати-героїня».

Пережитий біль втрати, вболівання за маму і рідних розвинули у дев'ятирічної дівчинки подвоєне відчуття людських переживань. У той час, коли її ровесники захоплювалися дитячими іграми, Марійка пише свій перший вірш-застереження:
Страхіття чорної війни

Давно вже всім відоме.

І ми говоримо всі: Ні!

Не хочемо такого.
Уже цей перший вірш відкрив глибину сприйняття світу юною поетесою. Марійка відправила цей вірш у республіканську газету «Зірка».
Ідучи зі школи, через день ішла до сільської бібліотеки. Бібліотекар, приймаючи дві-три книги, запитувала, чи дійсно прочитала все. Просила переказати зміст книг, іноді не вірячи, що третьокласниця може «ковтати» ті книги, поспішаючи за новими. Вона поринає у світ книги: багато читає, виступає зі своїми віршами у школі, у районі. Дівчинка читає праці Івана Франка, підручники з літературознавства. І постійно пише…
Після закінчення школи Марія працювала старшою піонервожатою восьмирічної школи, хоча понад усе мріяла навчатися у вузі. Але для цього їй потрібно було зібрати кошти, щоб мати змогу жити у місті. За кілька років, приїхавши до Києва, Марія вступає на факультет журналістики.
У 1991 році вийшла заміж і народила доньку. Для своєї донечки вона писала перші казки, колискові пісні (пізніше усі ці твори будуть надруковані у книжках). Наприкінці вісімдесятих років навчалася у студії Катерини Мотрич. Уроки поетичної вправності брала і в Петра Засенка на студії «Веретено», якою керувала поетеса Марія Воробей. Петро Петрович слухав уважно вірші, особливу увагу звертаючи на римування. Завдяки Петру Засенку взяла собі прізвище — Морозенко. Поезіям Марії Морозенко давав оцінку критик і літературознавець Кость Волинський. Він, читаючи вірші Марії, ставив плюси, а коли зауваження давав до віршів — знак питання. Кость Петрович порадив писати історичну прозу. З творчістю М. Морозенко Кость Волинський ознайомив і Юрія Мушкетика, який сказав, що бачить письменницю в майбутньому прозаїком.
Учителювала (1986—1987). Після переїзду до Києва працювала педагогом народних ремесел у світлиці «Веретено» (1989—1997), а згодом — коректором, літературним редактором у низці видавництв («Козарі», «Чізе», «Світ успіху» та ін.).
Із 2000 року авторка активно займається літературною творчістю для дітей. Видавництво «Преса України» зацікавилося казками Марії Морозенко. Тут було створено переказ словацької казки «Дванадцять місяців» та видана авторська казка «Про незвичайні пригоди хлопчика Чока, який шукав Країну Щастя».
У 2005 закінчила філологічний факультет Черкаського національного університету ім. Б. Хмельницького з відзнакою.

## Творчість
У доробку Марії Миколаївни — лірична поезія, прозові твори на історичну тематику. Пише для дітей.
Книжкові видання:
- збірка «Зоряні перевесла» (1999);
- історична поема «Княгиня Ольга» (2004);
- літературний переказ казки «Дванадцять місяців» (2005);
- збірка «Елегія любові» (2006);
- «Іван Сірко Великий характерник» (2009, Видавництво Старого Лева)
- «Незвичайні пригоди Чока…» К.: Преса України,2010
- «Іван Сірко Славетний кошовий» (2013, Видавництво Старого Лева)
- «Найвірніші» (2014, Країна мрій)
- «Іван Сірко» (2015, Видавництво Старого Лева) — два романа в одній книзі.
- «Вечорової пори» (2013, 2017 — оновлена, (Свічадо)
- «Я закохалася» (2017, Академія).

За поемою «Марія Магдалина» створено моновиставу «Поза зоною досяжності» (композитор О. Бурмицький, у головній ролі — Лариса Недін), за дилогією про Івана Сірка — літературно-художню постановку О. Биструшкіна на радіо «Культура».
- драми: «Марія Магдалина», «Вічність», «Князь Святослав»;
- дитячі казки «Про країну ласунів»;
- навчальні серії «Хто це?», «Що це?»;
- віршовані казки «У зеленому ярочку», «Незвичайні пригоди Чока…»;
- серії пізнавальних загадок,
- книга для родинного читання «Вечорової пори»;
- проза для підлітків: «Іван Сірко Великий Характерник», «Іван Сірко Славетний Кошовий», «Найвірніші», «Я закохалася».

Марія Морозенко — письменниця, патріотично віддана українському слову — намагалася зібрати біля себе молодь з усіх куточків країни,  щоб допомогти їм проявити себе і відкрити свій талант.

Літературний редактор збірки «Зоряні перевесла» Кость Волинський виділив основну рису молодої поетеси:
«Так, Марія Морозенко з цієї першої збірки постає поетом доволі сформованим. І, що видається особливо цікавим і потенційно важливим, поетом з чітко національно вираженим своїм світосприйманням».
Поезію Марії Морозенко — громадянську, пейзажну, інтимну  — об'єднує одна спільна риса — зосередження на глибинах внутрішнього світу людини, «…в душі, поетичному баченні світу якої так по-своєму проявляється невмирущий генетичний код жінки-українки» (К. Волинський).
Поетеса має свій чітко поставлений оригінальний голос. Особливо яскраво це вимальовується у символічних образах матері («Неньчин рушник», «Материнське поле», «Бадилля»), закоханої дівчини («З тобою удвох», «Твої очі», «Штучні троянди»), міфологічних образах («Русалка», «Жар-птиця»), історичних портретах жінок («Ключниця»).
Здобуття Україною незалежності не могло не вплинути на світогляд Марії Морозенко. Разом з усіма українцями вона радіє оновленню держави. Марія закликає людей єднатися заради спільної мети — стати духовно чистішими. Але не тільки радість і захоплення новим днем помітні у творчості Марії Морозенко початку дев'яностих років. У 1991 році авторка пише свою знамениту поезію, що має назву «Холуї». Цей вірш одразу ж прозвучав на радіо, був надрукований у газетах.
Саркастичні рядки поезії Марії Морозенко «Усе від Бога» утверджують думку, що світ сам винен у своїх гріхах.
Дуже важливого значення набуває у поезіях Марії Морозенко ідея служіння народу. На її думку, справжній митець не повинен писати на догоду владі,  він має дихати одним подихом з рідним народом. Але для того, щоб служити народові, потрібно «прожити» кожне слово поезії, відчути біль і втому його, і лише тоді: «рука зміцніє у стократ, а слово стане повним, дужим, чистим» («Коли рука зміцніє у стократ»).
Особливістю збірки «Зоряні перевесла» стало і те, що поетеса вмістила у ній свою першу поему за народними мотивами, що має назву «Криниця правди». «Криниця» — це прообраз України, що стоїть на роздоріжжі. Все навколо знищене не набігами орди завойовників, а рідними дітьми. Віднині не знайти чистого ковтка води у каламутній «криниці правди», як не знайти голки у стіжку сіна. Те, якою Україна буде завтра, залежить від кожного з нас, адже ми внутрішньо «зіткані з хмарин, землі та моря, виплекані з паростків любові» («Ностальгія»), і ми мусимо повернутися до свого початку, бо не матимемо щастя на спустошеній нами рідній землі.
Навесні 2006 року вийшла в світ збірка поетеси «Елегія любові», в якій зібрано понад сто п'ятдесят віршів та поезій про кохання. «Вогонь кохання грає в кожнім слові», в кожному рядку цієї збірки. У книзі використані малюнки Валентини Михальської.
Не варто забувати й про зброю-слово — вірші Марії Морозенко, народжені спалахом Революції Гідності. Поетеса написала ряд поезій, присвячених цим подіям: «Посвята матерям Героїв Небесної Сотні», «Я — сто перший у Небесній Сотні…», «Майдане…», «Медичним сестрам Майдану присвячується». Своїми патріотичними поезіями вона закликає: «…Не зраджувати пам'яті героїв».
Історична поема «Княгиня Ольга» — єдність минулого і сучасного
Княгиня Ольга — сильна особистість і велична правителька Русі. Сила її духу спонукає нинішні покоління бути свідомими громадянами рідної землі, стійко стояти на сторожі її інтересів. Марія Морозенко схиляється перед мужністю жінки-правительки, що не воювала, а керувала державою. Особливість поеми «Княгиня Ольга» — це єдність минулого і сучасного. Події минулого переносяться на тло наших днів. Після виходу книги в світ, Державна телерадіокомпанія України представила радіопостановку поеми в трьох частинах у програмі «Театр одного актора». Численні листи читачів спонукали поетесу до створення нового історичного полотна, своєрідного продовження «Княгині Ольги» — поеми «Князь Святослав».
Темою твору стали останні сім днів життя відважного князя-звитяжця. Відображено не тільки перебіг запеклої битви руського війська з ворогом, а й не менш затяте протистояння двох релігій, поглядів на розбудову держави. У поемі йдеться не про звичайних людей — про руських воїнів, що «стоять, як Боги, як титани. Смерть зустрічають зі сміхом!». Психологічна драма непересічної особистості, руського князя-воїна, що залишив помітний слід у слов'янській історії, конфлікти особистого, духовного плану письменниці вдалося зобразити з усією гостротою і вражаючою силою.
Марія Миколаївна відома сьогодні також як дитяча письменниця. Першою її спробою створити казку став переказ словацької казки «Дванадцять місяців», що вийшла в світ у 2005 році з чудовими ілюстраціями родини Анікіних. Ця книжка, представлена на Всеукраїнській книжковій виставці, здобула золоту нагороду.

Особливо цікаві авторські казки письменниці. Чарівний герой казки «Незвичайні пригоди Чока, який шукав Країну Щастя» подорожує світом. Спочатку він потрапляє в країну Ласунів, а згодом у край Замазур. Хіба це не мрія багатьох хлопчиків і дівчаток — жити в країні солодощів або ж у країні, де не треба вмиватися і чистити зуби? Але герой повертається додому, бо зрозумів під час подорожі, що найкраще місце на світі — це рідна домівка. Щоб посилити значення рідного дому для кожного з нас, поетеса у віршованій казці «У зеленому ярочку» використовує метафоричність. Цікаво і жваво сперечаються маленькі звірятка про найкраще місце на землі. І тільки мудрий лелека, вислухавши усіх маленьких звірят, розсудив справедливо:
Дім найкращий — Батьківщина…
Із важких доріг я лину
В рідний край — на Україну.
Марія Морозенко не обминає своєю увагою і найменших читачів. Для них вона створила «Пухнасту абетку», яка написана легкою, влучною мовою, що дозволяє швидко запам'ятовувати вірші.
Справжнім дивом можна назвати серії пізнавальних книжок Марії Морозенко, написаних для найменших читачів «Хто це?» і «Що це?». Віршики несуть у собі максимум інформації про тваринний і рослинний світ. Ці серії книжок особливі тим, що відкривають малюкам світ тварин за місцем проживання, а рослинний світ у відповідності з розташуванням. Окремо представлені Азія, Африка, Антарктида, Європа. Завершує серію «Смачна лічилка», яка допоможе малюкам пізнати світ цифр. Вагомий внесок у цій справі належить поетесі Марії Морозенко, адже її казки та вірші стали помітним явищем в українській літературі.
Повість «Я закохалася» розповідає про перше почуття, про несміливе ще почуття любові, що змінює підлітків, робить їх дорослішими. Але ця книга не стільки про перше кохання, як про стосунки між друзями, взаємостосунки дітей та батьків. І найперше, про що ця повість, — про те, що дорослішання починається від початку власної відповідальності за себе.
Територія дитинства Марії Морозенко аж ніяк не безтурботна і безпроблемна. Вона згадує і про насильство у сім'ї, і про бідність, про потребу заробляти гроші, яка турбує підлітків, і про суїцидальні пориви, і про смерть. Авторка піднімає непрості, похмурі теми. Але вона й розв'язує їх таким чином, щоб читач бачив: навіть з найскладнішої ситуації можливість виходу є.
У 1994 році почалася пісенна діяльність поетеси. Нині у її творчому доробку більше сотні пісень, написаних у співдружності з композиторами: Медведеря М., Гаврилець Ганна, Кушпір Неллі, Желуденко Г, Маковська Ганна, Мрежук П. та іншими, які звучать на радіо, в Україні та за кордоном.
Надзвичайна багатогранність творчого доробку Марії Морозенко. Але визначальним принципом її творчості є роздуми про живі традиції нашого народу, його історію, культуру. Авторка закликає до піднесення національної гідності, духовної зрілості сучасників. Саме вболівання за майбутнє роду увиразнює творчість письменниці. Вона прагне осягнути сьогоднішній день в житті нації, країни. Читання творів Марії Морозенко допомагає зрозуміти глибину її творчості та відданість українському слову.

## Громадська і волонтерська діяльність
Літературна редакторка, керівниця та ведуча культурологічної студії «Духовність української родини» при Національному музеї літератури (від 2005).
Голова Творчого об'єднання дитячих письменників Національної спілки письменників України (від 2016), Київської організації НСПУ (від 2019).
Марія Морозенко займалася волонтерською діяльністю, допомагала бійцям, що воюють на Сході, відвідувала поранених воїнів у шпиталі, які чекають на підтримку та спілкування.
У жовтні 2014 року за ініціативою письменниці у Національному музеї літератури України проведена благодійна акція «На цій землі нас не здолати», кошти від якої направлено на допомогу українським бійцям у зоні антитерористичної операції. Частину зібраних під час акції книжок відправлено у дитбудинки Слов'янська.
Була членом Видавничої ради при Департаменті суспільних комунікацій виконавчого органу Київської міської ради (Київської міської державної адміністрації).

## Відзнаки
Марія Морозенко удостоєна багатьох відзнак за свою літературну діяльність:
- віршована казка «Про незвичайні пригоди хлопчика Чока…» (видавництво «Преса України») відзначена золотою нагородою 3-ї Всеукраїнської виставки-ярмарку «Буквиця»(2005);
- лауреатка конкурсу «Рукомесло» в номінації «Твори для дітей» (2008);
- етюд «Вони і лелеки» увійшов у сотню найкращих українських новел конкурсу «Сила малого» (2008);
- рукопис повісті «Великий характерник Іван Сірко» здобув перемогу в конкурсі «Українська сила» (2009);
- нагороджена ювілейною медаллю «90-річчя карного розшуку України» (2009);
- Марія Миколаївна стала переможцем конкурсу «Різдвяне диво» в номінації «Мала проза» (2010);
- лауреатка урядової Літературної премії імені Лесі Українки — за книгу «Іван Сірко — великий характерник» та «Іван Сірко — славетний кошовий», повість «Я закохалася»;
- дипломи численних пісенних фестивалів та міжнародних конкурсів.